# Giải bóng đá U-19 Quốc gia 2007
Giải bóng đá U19 Quốc gia Việt Nam 2007 có tên gọi chính thức: Giải bóng đá U19 Quốc gia - Cúp Sơn Kova 2007, là mùa giải thứ 2 do VFF tổ chức. Giải năm nay số đội tham dự đã tăng lên thành 24 đội bóng, gồm: An Giang, Becamex Bình Dương, Đà Nẵng, Đạm Phú Mỹ Nam Định, Đồng Nai, Đồng Tháp, Đồng Tâm Long An, Hoàng Anh Gia Lai, Halida Thanh Hoá, Hà Nội ACB, Hoà Phát Hà Nội, Huda Huế, Khatoco Khánh Hoà, Thành Nghĩa Quảng Ngãi, T&T Hà Nội, Tây Ninh, TCDK- Sông Lam Nghệ An, Than-Quảng Ninh, Thành Long, Thép Pomina Tiền Giang, Thể Công Viettel, Thép Miền Nam Cảng Sài Gòn, Thành phố Hồ Chí Minh và Vạn Hoa Hải Phòng. Giải đấu này diễn ra theo hai giai đoạn, vòng loại sẽ khởi tranh từ ngày 26/3 đến ngày 25/5/2007. Vòng chung kết diễn ra từ 20/6 đến ngày 30/6/2007.

## Điều lệ
24 đội bóng được chia đều vào 3 bảng theo khu vực địa lý để thi đấu như sau:
- Bảng A: Đạm Phú Mỹ Nam Định, Halida Thanh Hoá, Hà Nội ACB, Hoà Phát Hà Nội, T&T Hà Nội, Than Quảng Ninh, Thể Công Viettel và Vạn Hoa Hải Phòng.
- Bảng B: Đà Nẵng, Đồng Nai, Hoang Anh Gia Lai, Huda Huế, Khatoco Khánh Hoà, Thành Nghĩa Quảng Ngãi, TCDK- Sông Lam Nghệ An và Thành phố Hồ Chí Minh.
- Bảng C: An Giang, Becamex Bình Dương, Đồng Tháp, Đồng Tâm Long An, Tây Ninh, Thành Long, Thép Pomina Tiền Giang và Thép Miền Nam Cảng Sài Gòn.

Các đội thi đấu vòng tròn hai lượt tính điểm, xếp hạng ở mỗi bảng để chọn 8 đội vào thi đấu ở vòng chung kết, trong số đó có 6 đội xếp thứ nhất và xếp thứ nhì của ba bảng. Hai đội còn lại được lựa chọn trong số ba đội xếp thứ ba của ba bảng có điểm và các chỉ số cao hơn.
Tại Vòng chung kết, 8 đội được chia thành 2 nhóm, thi đấu vòng tròn 1 lượt tại mỗi nhóm, chọn 2 đội nhất nhì tại mỗi nhóm vào thi đấu tại Bán kết. Hai đội thắng tại Bán kết giành quyền thi đấu trận Chung kết. Hai đội thua xếp đồng hạng Ba.

## Vòng loại

### Kết quả chi tiết
| Lượt đi | Lượt đi   | Lượt đi        | Lượt đi | Trận              | Trận | Trận              | Lượt về | Lượt về              | Lượt về   | Lượt về |
| ------- | --------- | -------------- | ------- | ----------------- | ---- | ----------------- | ------- | -------------------- | --------- | ------- |
| Vòng    | Ngày      | Sân            | Tỷ số   | Đội 1             | -    | Đội 2             | Tỷ số   | Sân                  | Ngày      | Vòng    |
| Vòng 1  | 26/3/2007 | Sân Hà Nội ACB | 2-0     | Than Quảng Ninh   | -    | Hải Phòng         | 1-3     | Sân Lạch Tray        | 30/4/2007 | Vòng 8  |
| Vòng 1  | 26/3/2007 | Sân Hà Nội ACB | 1-0     | Hà Nội ACB        | -    | Hòa Phát Hà Nội   | 1-0     | Sân Lạch Tray        | 30/4/2007 | Vòng 8  |
| Vòng 1  | 26/3/2007 | Sân Tây Hồ     | 4-0     | Nam Định          | -    | Thanh Hóa         | 2-1     | Sân Hòa Phát         | 30/4/2007 | Vòng 8  |
| Vòng 1  | 26/3/2007 | Sân Tây Hồ     | 1-0     | Hà Nội T&T        | -    | Thể Công Viettel  | 2-1     | Sân Hòa Phát         | 30/4/2007 | Vòng 8  |
| Vòng 1  | 26/3/2007 | Sân Vinh       | 3-1     | Sông Lam Nghệ An  | -    | Huda Huế          | 6-3     | Sân Đà Nẵng          | 30/4/2007 | Vòng 8  |
| Vòng 1  | 26/3/2007 | Sân Vinh       | 0-5     | Hoàng Anh Gia Lai | -    | Đà Nẵng           | 3-2     | Sân Đà Nẵng          | 30/4/2007 | Vòng 8  |
| Vòng 1  | 26/3/2007 | Sân Thành Long | 1-6     | Quảng Ngãi        | -    | Đồng Nai          | 1-8     | Sân Huế              | 30/4/2007 | Vòng 8  |
| Vòng 1  | 26/3/2007 | Sân Thành Long | 0-2     | TP Hồ Chí Minh    | -    | Khánh Hòa         | 0-0     | Sân Huế              | 30/4/2007 | Vòng 8  |
| Vòng 1  | 26/3/2007 | Sân An Giang   | 4-1     | Đồng Tháp         | -    | Tiền Giang        | 2-0     | Sân Tiền Giang       | 30/4/2007 | Vòng 8  |
| Vòng 1  | 26/3/2007 | Sân An Giang   | 1-0     | An Giang          | -    | Long An           | 1-6     | Sân Tiền Giang       | 30/4/2007 | Vòng 8  |
| Vòng 1  | 26/3/2007 | Sân Tây Ninh   | 1-3     | Cảng Sài Gòn      | -    | Thành Long        | 0-0     | Sân Long An          | 30/4/2007 | Vòng 8  |
| Vòng 1  | 26/3/2007 | Sân Tây Ninh   | 0-2     | Tây Ninh          | -    | Bình Dương        | 0-3     | Sân Long An          | 30/4/2007 | Vòng 8  |
| Vòng 2  | 28/3/2007 | Sân Hà Nội ACB | 1-3     | Hòa Phát Hà Nội   | -    | Hải Phòng         | 1-0     | Trung tâm Hải Phòng  | 3/5/2007  | Vòng 9  |
| Vòng 2  | 28/3/2007 | Sân Hà Nội ACB | 1-0     | Hà Nội ACB        | -    | Than Quảng Ninh   | 1-1     | Trung tâm Hải Phòng  | 3/5/2007  | Vòng 9  |
| Vòng 2  | 28/3/2007 | Sân Tây Hồ     | 1-0     | Nam Định          | -    | Thể Công Viettel  | 1-0     | Sân Thiệu Hóa        | 3/5/2007  | Vòng 9  |
| Vòng 2  | 28/3/2007 | Sân Tây Hồ     | 1-0     | Hà Nội T&T        | -    | Thanh Hóa         | 1-1     | Sân Thiệu Hóa        | 3/5/2007  | Vòng 9  |
| Vòng 2  | 28/3/2007 | Sân Vinh       | 5-2     | Sông Lam Nghệ An  | -    | Hoàng Anh Gia Lai | 3-1     | Sân Pleiku           | 3/5/2007  | Vòng 9  |
| Vòng 2  | 28/3/2007 | Sân Vinh       | 1-1     | Đà Nẵng           | -    | Huda Huế          | 4-1     | Sân Pleiku           | 3/5/2007  | Vòng 9  |
| Vòng 2  | 28/3/2007 | Sân Thành Long | 0-3     | Quảng Ngãi        | -    | Khánh Hòa         | 1-3     | Sân Đồng Nai         | 3/5/2007  | Vòng 9  |
| Vòng 2  | 28/3/2007 | Sân Thành Long | 2-2     | TP Hồ Chí Minh    | -    | Đồng Nai          | 1-2     | Sân Đồng Nai         | 3/5/2007  | Vòng 9  |
| Vòng 2  | 28/3/2007 | Sân An Giang   | 1-0     | An Giang          | -    | Đồng Tháp         | 1-1     | Sân Đồng Tháp        | 3/5/2007  | Vòng 9  |
| Vòng 2  | 28/3/2007 | Sân An Giang   | 1-1     | Tiền Giang        | -    | Long An           | 1-4     | Sân Đồng Tháp        | 3/5/2007  | Vòng 9  |
| Vòng 2  | 28/3/2007 | Sân Tây Ninh   | 1-2     | Bình Dương        | -    | Cảng Sài Gòn      | 2-0     | Trung tâm Thành Long | 3/5/2007  | Vòng 9  |
| Vòng 2  | 28/3/2007 | Sân Tây Ninh   | 0-1     | Tây Ninh          | -    | Thành Long        | 0-0     | Trung tâm Thành Long | 3/5/2007  | Vòng 9  |
| Vòng 3  | 30/3/2007 | Sân LG HN ACB  | 0-1     | Than Quảng Ninh   | -    | Hòa Phát Hà Nội   | 1-1     | Trung tâm Hải Phòng  | 5/5/2007  | Vòng 10 |
| Vòng 3  | 30/3/2007 | Sân LG HN ACB  | 0-1     | Hà Nội ACB        | -    | Hải Phòng         | 2-0     | Trung tâm Hải Phòng  | 5/5/2007  | Vòng 10 |
| Vòng 3  | 30/3/2007 | Sân Tây Hồ     | 0-0     | Thể Công Viettel  | -    | Thanh Hóa         | 2-2     | Sân Thiệu Hóa        | 5/5/2007  | Vòng 10 |
| Vòng 3  | 30/3/2007 | Sân Tây Hồ     | 0-2     | Hà Nội T&T        | -    | Nam Định          | 1-1     | Sân Thiệu Hóa        | 5/5/2007  | Vòng 10 |
| Vòng 3  | 30/3/2007 | Sân Vinh       | 3-2     | Sông Lam Nghệ An  | -    | Đà Nẵng           | 1-1     | Sân Pleiku           | 5/5/2007  | Vòng 10 |
| Vòng 3  | 30/3/2007 | Sân Vinh       | 5-0     | Hoàng Anh Gia Lai | -    | Huda Huế          | 3-2     | Sân Pleiku           | 5/5/2007  | Vòng 10 |
| Vòng 3  | 30/3/2007 | Sân Thành Long | 0-5     | Khánh Hòa         | -    | Đồng Nai          | 0-3     | Sân Đồng Nai         | 5/5/2007  | Vòng 10 |
| Vòng 3  | 30/3/2007 | Sân Thành Long | 2-2     | TP Hồ Chí Minh    | -    | Quảng Ngãi        | 3-0     | Sân Đồng Nai         | 5/5/2007  | Vòng 10 |
| Vòng 3  | 30/3/2007 | Sân An Giang   | 1-0     | Đồng Tháp         | -    | Long An           | 2-1     | Sân Đồng Tháp        | 5/5/2007  | Vòng 10 |
| Vòng 3  | 30/3/2007 | Sân An Giang   | 4-0     | An Giang          | -    | Tiền Giang        | 2-0     | Sân Đồng Tháp        | 5/5/2007  | Vòng 10 |
| Vòng 3  | 30/3/2007 | Sân Tây Ninh   | 4-0     | Bình Dương        | -    | Thành Long        | 2-2     | Trung tâm Thành Long | 5/5/2007  | Vòng 10 |
| Vòng 3  | 30/3/2007 | Sân Tây Ninh   | 1-4     | Tây Ninh          | -    | Cảng Sài Gòn      | 1-1     | Trung tâm Thành Long | 5/5/2007  | Vòng 10 |
| Vòng 4  | 10/4/2007 | Sân Quân khu 3 | 0-0     | Than Quảng Ninh   | -    | Hà Nội T&T        | 1-0     | Sân Thể Công         | 15/5/2007 | Vòng 11 |
| Vòng 4  | 10/4/2007 | Sân Quân khu 3 | 4-1     | Hải Phòng         | -    | Thể Công Viettel  | 4-2     | Sân Thể Công         | 15/5/2007 | Vòng 11 |
| Vòng 4  | 10/4/2007 | Sân Hòa Phát   | 1-1     | Hà Nội ACB        | -    | Thanh Hóa         | 3-0     | Sân Nam Định         | 15/5/2007 | Vòng 11 |
| Vòng 4  | 10/4/2007 | Sân Hòa Phát   | 0-3     | Hòa Phát Hà Nội   | -    | Nam Định          | 0-2     | Sân Nam Định         | 15/5/2007 | Vòng 11 |
| Vòng 4  | 10/4/2007 | Sân Đà Nẵng    | 0-0     | Hoàng Anh Gia Lai | -    | TP Hồ Chí Minh    | 1-1     | Sân Khánh Hòa        | 15/5/2007 | Vòng 11 |
| Vòng 4  | 10/4/2007 | Sân Đà Nẵng    | 1-1     | Đà Nẵng           | -    | Khánh Hòa         | 2-4     | Sân Khánh Hòa        | 15/5/2007 | Vòng 11 |
| Vòng 4  | 10/4/2007 | Sân Huế        | 1-2     | Sông Lam Nghệ An  | -    | Đồng Nai          | 2-2     | Sân Quảng Ngãi       | 15/5/2007 | Vòng 11 |
| Vòng 4  | 10/4/2007 | Sân Huế        | 2-1     | Huda Huế          | -    | Quảng Ngãi        | 2-1     | Sân Quảng Ngãi       | 15/5/2007 | Vòng 11 |
| Vòng 4  | 10/4/2007 | Sân Tiền Giang | 3-0     | Đồng Tháp         | -    | Tây Ninh          | 3-0     | Sân Bình Dương       | 15/5/2007 | Vòng 11 |
| Vòng 4  | 10/4/2007 | Sân Tiền Giang | 2-2     | Tiền Giang        | -    | Bình Dương        | 3-1     | Sân Bình Dương       | 15/5/2007 | Vòng 11 |
| Vòng 4  | 10/4/2007 | Sân Long An    | 2-3     | An Giang          | -    | Thành Long        | 0-3     | Sân Cảng Sài Gòn     | 15/5/2007 | Vòng 11 |
| Vòng 4  | 10/4/2007 | Sân Long An    | 3-0     | Long An           | -    | Cảng Sài Gòn      | 1-1     | Sân Cảng Sài Gòn     | 15/5/2007 | Vòng 11 |
| Vòng 5  | 14/4/2007 | Sân Quân khu 3 | 0-2     | Than Quảng Ninh   | -    | Thể Công Viettel  | 1-1     | Sân Thể Công         | 18/5/2007 | Vòng 12 |
| Vòng 5  | 14/4/2007 | Sân Quân khu 3 | 0-0     | Hải Phòng         | -    | Hà Nội T&T        | 1-1     | Sân Thể Công         | 18/5/2007 | Vòng 12 |
| Vòng 5  | 14/4/2007 | Sân Hòa Phát   | 2-3     | Hà Nội ACB        | -    | Nam Định          | 0-3     | Sân Nam Định         | 18/5/2007 | Vòng 12 |
| Vòng 5  | 14/4/2007 | Sân Hòa Phát   | 3-2     | Hòa Phát Hà Nội   | -    | Thanh Hóa         | 0-0     | Sân Nam Định         | 18/5/2007 | Vòng 12 |
| Vòng 5  | 14/4/2007 | Sân Đà Nẵng    | 2-2     | Hoàng Anh Gia Lai | -    | Khánh Hòa         | 1-1     | Sân Khánh Hòa        | 18/5/2007 | Vòng 12 |
| Vòng 5  | 14/4/2007 | Sân Đà Nẵng    | 1-0     | Đà Nẵng           | -    | TP Hồ Chí Minh    | 2-2     | Sân Khánh Hòa        | 18/5/2007 | Vòng 12 |
| Vòng 5  | 14/4/2007 | Sân Huế        | 4-0     | Sông Lam Nghệ An  | -    | Quảng Ngãi        | 6-0     | Sân Quảng Ngãi       | 18/5/2007 | Vòng 12 |
| Vòng 5  | 14/4/2007 | Sân Huế        | 2-3     | Huda Huế          | -    | Đồng Nai          | 0-1     | Sân Quảng Ngãi       | 18/5/2007 | Vòng 12 |
| Vòng 5  | 14/4/2007 | Sân Tiền Giang | 2-1     | Đồng Tháp         | -    | Bình Dương        | 0-1     | Sân Bình Dương       | 18/5/2007 | Vòng 12 |
| Vòng 5  | 14/4/2007 | Sân Tiền Giang | 3-0     | Tiền Giang        | -    | Tây Ninh          | 2-4     | Sân Bình Dương       | 18/5/2007 | Vòng 12 |
| Vòng 5  | 14/4/2007 | Sân Long An    | 2-1     | An Giang          | -    | Cảng Sài Gòn      | 2-2     | Sân Cảng Sài Gòn     | 18/5/2007 | Vòng 12 |
| Vòng 5  | 14/4/2007 | Sân Long An    | 2-1     | Long An           | -    | Thành Long        | 0-3     | Sân Cảng Sài Gòn     | 18/5/2007 | Vòng 12 |
| Vòng 6  | 17/4/2007 | Sân Lạch Tray  | 0-5     | Than Quảng Ninh   | -    | Nam Định          | 2-1     | Sân Nam Định         | 22/5/2007 | Vòng 13 |
| Vòng 6  | 17/4/2007 | Sân Lạch Tray  | 3-0     | Hải Phòng         | -    | Thanh Hóa         | 4-0     | Sân Nam Định         | 22/5/2007 | Vòng 13 |
| Vòng 6  | 17/4/2007 | Sân Hòa Phát   | 6-0     | Hà Nội ACB        | -    | Thể Công Viettel  | 2-2     | Sân Thể Công         | 22/5/2007 | Vòng 13 |
| Vòng 6  | 17/4/2007 | Sân Hòa Phát   | 0-0     | Hòa Phát Hà Nội   | -    | Hà Nội T&T        | 2-1     | Sân Thể Công         | 22/5/2007 | Vòng 13 |
| Vòng 6  | 17/4/2007 | Sân Đà Nẵng    | 4-1     | Hoàng Anh Gia Lai | -    | Quảng Ngãi        | 2-1     | Sân Quảng Ngãi       | 22/5/2007 | Vòng 13 |
| Vòng 6  | 17/4/2007 | Sân Đà Nẵng    | 2-2     | Đà Nẵng           | -    | Đồng Nai          | 1-4     | Sân Quảng Ngãi       | 22/5/2007 | Vòng 13 |
| Vòng 6  | 17/4/2007 | Sân Huế        | 0-1     | Sông Lam Nghệ An  | -    | Khánh Hòa         | 2-2     | Sân Khánh Hòa        | 22/5/2007 | Vòng 13 |
| Vòng 6  | 17/4/2007 | Sân Huế        | 2-1     | Huda Huế          | -    | TP Hồ Chí Minh    | 0-1     | Sân Khánh Hòa        | 22/5/2007 | Vòng 13 |
| Vòng 6  | 17/4/2007 | Sân Tiền Giang | 4-0     | Đồng Tháp         | -    | Cảng Sài Gòn      | 4-1     | Sân Cảng Sài Gòn     | 22/5/2007 | Vòng 13 |
| Vòng 6  | 17/4/2007 | Sân Tiền Giang | 0-2     | Tiền Giang        | -    | Thành Long        | 1-3     | Sân Cảng Sài Gòn     | 22/5/2007 | Vòng 13 |
| Vòng 6  | 17/4/2007 | Sân Long An    | 3-3     | An Giang          | -    | Bình Dương        | 2-0     | Sân Bình Dương       | 22/5/2007 | Vòng 13 |
| Vòng 6  | 17/4/2007 | Sân Long An    | 5-1     | Long An           | -    | Tây Ninh          | 6-1     | Sân Bình Dương       | 22/5/2007 | Vòng 13 |
| Vòng 7  | 20/4/2007 | Sân Lạch Tray  | 1-6     | Than Quảng Ninh   | -    | Thanh Hóa         | 0-3     | Sân Nam Định         | 25/5/2007 | Vòng 14 |
| Vòng 7  | 20/4/2007 | Sân Lạch Tray  | 1-1     | Hải Phòng         | -    | Nam Định          | 1-4     | Sân Nam Định         | 25/5/2007 | Vòng 14 |
| Vòng 7  | 20/4/2007 | Sân Hòa Phát   | 1-0     | Hà Nội ACB        | -    | Hà Nội T&T        | 1-1     | Sân Thể Công         | 25/5/2007 | Vòng 14 |
| Vòng 7  | 20/4/2007 | Sân Hòa Phát   | 3-2     | Hòa Phát Hà Nội   | -    | Thể Công Viettel  | 2-0     | Sân Thể Công         | 25/5/2007 | Vòng 14 |
| Vòng 7  | 20/4/2007 | Sân Đà Nẵng    | 1-2     | Hoàng Anh Gia Lai | -    | Đồng Nai          | 2-1     | Sân Quảng Ngãi       | 25/5/2007 | Vòng 14 |
| Vòng 7  | 20/4/2007 | Sân Đà Nẵng    | 2-0     | Đà Nẵng           | -    | Quảng Ngãi        | 3-2     | Sân Quảng Ngãi       | 25/5/2007 | Vòng 14 |
| Vòng 7  | 20/4/2007 | Sân Huế        | 3-1     | Sông Lam Nghệ An  | -    | TP Hồ Chí Minh    | 1-1     | Sân Khánh Hòa        | 25/5/2007 | Vòng 14 |
| Vòng 7  | 20/4/2007 | Sân Huế        | 1-1     | Huda Huế          | -    | Khánh Hòa         | 1-1     | Sân Khánh Hòa        | 25/5/2007 | Vòng 14 |
| Vòng 7  | 20/4/2007 | Sân Tiền Giang | 2-2     | Đồng Tháp         | -    | Thành Long        | 1-2     | Sân Cảng Sài Gòn     | 25/5/2007 | Vòng 14 |
| Vòng 7  | 20/4/2007 | Sân Tiền Giang | 0-1     | Tiền Giang        | -    | Cảng Sài Gòn      | 0-2     | Sân Cảng Sài Gòn     | 25/5/2007 | Vòng 14 |
| Vòng 7  | 20/4/2007 | Sân Long An    | 2-1     | An Giang          | -    | Tây Ninh          | 2-1     | Sân Bình Dương       | 25/5/2007 | Vòng 14 |
| Vòng 7  | 20/4/2007 | Sân Long An    | 1-2     | Long An           | -    | Bình Dương        | 2-1     | Sân Bình Dương       | 25/5/2007 | Vòng 14 |

### Bảng xếp hạng
Bảng A
| Thư tự | Đội                 | Trận | Thắng | Hòa | Thua | Hiệu số | Điểm |
| 1      | Đạm Phú Mỹ Nam Định | 14   | 11    | 2   | 1    | 38-8    | 35   |
| 2      | Vạn Hoa Hải Phòng   | 14   | 8     | 3   | 3    | 27-14   | 27   |
| 3      | Hà Nội ACB          | 14   | 7     | 4   | 3    | 22-12   | 25   |
| 4      | Hòa Phát Hà Nội     | 14   | 6     | 3   | 5    | 14-16   | 21   |
| 5      | Hà Nội T&T          | 14   | 3     | 7   | 4    | 9-11    | 16   |
| 6      | Halida Thanh Hóa    | 14   | 2     | 5   | 7    | 16-25   | 11   |
| 7      | Than Quảng Ninh     | 14   | 2     | 4   | 8    | 8-27    | 10   |
| 8      | Thể Công Viettel    | 14   | 1     | 4   | 9    | 13-29   | 7    |

Bảng B
| Thư tự | Đội                    | Trận | Thắng | Hòa | Thua | Hiệu số | Điểm |
| 1      | Đồng Nai               | 14   | 10    | 3   | 1    | 43-16   | 33   |
| 2      | Sông Lam Nghệ An       | 14   | 8     | 4   | 2    | 40-19   | 28   |
| 3      | Khatoco Khánh Hòa      | 14   | 5     | 7   | 2    | 21-19   | 22   |
| 4      | Hoàng Anh Gia Lai      | 14   | 6     | 4   | 4    | 27-26   | 22   |
| 5      | Đà Nẵng                | 14   | 5     | 5   | 4    | 29-24   | 20   |
| 6      | Thành phố Hồ Chí Minh  | 14   | 2     | 7   | 5    | 15-18   | 13   |
| 7      | Huda Huế               | 14   | 3     | 3   | 8    | 18-32   | 12   |
| 8      | Thành Nghĩa Quảng Ngãi | 14   | 0     | 1   | 13   | 11-50   | 1    |

Bảng C
| Thư tự | Đội                | Trận | Thắng | Hòa | Thua | Hiệu số | Điểm |
| 1      | Đồng Tháp          | 14   | 9     | 2   | 3    | 29-11   | 29   |
| 2      | Thành Long         | 14   | 8     | 4   | 2    | 25-15   | 28   |
| 3      | An Giang           | 14   | 8     | 3   | 3    | 25-21   | 27   |
| 4      | Đồng Tâm Long An   | 14   | 7     | 2   | 5    | 32-17   | 23   |
| 5      | Becamex Bình Dương | 14   | 6     | 3   | 5    | 25-19   | 21   |
| 6      | Cảng Sài Gòn       | 14   | 4     | 4   | 6    | 16-24   | 16   |
| 7      | Tiền Giang         | 14   | 2     | 2   | 10   | 14-32   | 8    |
| 8      | Tây Ninh           | 14   | 1     | 2   | 11   | 10-37   | 5    |

## Vòng chung kết

### Bảng A
Tất cả các trận đấu đều diễn ra trên Sân vận động Thiên Trường ở Nam Định.
| Vòng bảng | Vòng bảng | Trận              | Trận  | Trận         |
| --------- | --------- | ----------------- | ----- | ------------ |
| Ngày      | Giờ       | Đội 1             | Tỷ số | Đội 2        |
| 18/6/2007 | 15h30     | Vạn Hoa Hải Phòng | 2 - 0 | GTC An Giang |
| 18/6/2007 | 17h30     | ĐPM Nam Định      | 0 - 2 | Đồng Nai     |
| 20/6/2007 | 15h30     | Đồng Nai          | 0 - 0 | Hải Phòng    |
| 20/6/2007 | 17h30     | GTC An Giang      | 1 - 3 | ĐPM Nam Định |
| 22/6/2007 | 15h30     | Đồng Nai          | 2 - 0 | GTC An Giang |
| 22/6/2007 | 17h30     | ĐPM Nam Định      | 1 - 0 | Hải Phòng    |

| Thứ tự | Đội               | Trận | Thắng | Hòa | Thua | Hiệu số | Điểm |
| 1      | Đồng Nai          | 3    | 2     | 1   | 0    | 4       | 7    |
| 2      | ĐPM Nam Định      | 3    | 2     | 0   | 1    | 1       | 6    |
| 3      | Vạn Hoa Hải Phòng | 3    | 1     | 1   | 1    | 1       | 4    |
| 4      | GTC An Giang      | 3    | 0     | 0   | 3    | -6      | 1    |

### Bảng B
Tất cả các trận đấu đều diễn ra trên Sân vận động Vinh ở Nghệ An.
| Vòng bảng | Vòng bảng | Trận             | Trận  | Trận             |
| --------- | --------- | ---------------- | ----- | ---------------- |
| Ngày      | Giờ       | Đội 1            | Tỷ số | Đội 2            |
| 19/6/2007 | 15h30     | Hà Nội ACB       | 2 - 1 | Thành Long       |
| 19/6/2007 | 17h30     | Sông Lam Nghệ An | 2 - 0 | Đồng Tháp        |
| 21/6/2007 | 15h30     | Đồng Tháp        | 0 - 3 | Hà Nội ACB       |
| 21/6/2007 | 17h30     | Thành Long       | 0 - 4 | Sông Lam Nghệ An |
| 23/6/2007 | 15h30     | Đồng Tháp        | 2 - 6 | Thành Long       |
| 23/6/2007 | 17h30     | Sông Lam Nghệ An | 7 - 1 | Hà Nội ACB       |

| Thư tự | Đội              | Trận | Thắng | Hòa | Thua | Hiệu số | Điểm |
| 1      | Sông Lam Nghệ An | 3    | 3     | 0   | 0    | 13      | 9    |
| 2      | Hà Nội ACB       | 3    | 2     | 0   | 1    | -1      | 6    |
| 3      | Thành Long       | 3    | 1     | 0   | 2    | -1      | 3    |
| 4      | Đồng Tháp        | 3    | 0     | 0   | 3    | -9      | 0    |

## Vòng bán kết
|  | v |  |
|  | - |  |
|  |   |  |

|  | v |  |
|  | - |  |
|  |   |  |

|  |       | Luân lưu 11m |
|  | 5 - 4 |              |

## Trận chung kết
|  | v |  |
|  | - |  |
|  |   |  |

|  |   | Luân lưu 11m |
|  | ' |              |

## Tổng kết mùa giải
- Đội vô địch: U19 Đồng Nai
- Đội xếp thứ nhì: U19 TCDK Sông Lam Nghệ An
- Đồng hạng Ba: U19 Đạm Phú Mỹ Nam Định, U19 Hà Nội ACB
- Giải phong cách: U19 Đạm Phú Mỹ Nam Định
- Cầu thủ xuất sắc nhất giải: Quốc Thịnh (7 - Đồng Nai)
- Thủ môn xuất sắc nhất giải: Thanh Thắng (27- Đồng Nai)
- Cầu thủ ghi nhiều bàn thắng nhất: Đình Hiệp (10-TCDK Sông Lam Nghệ An) với 5 bàn thắng.